# 雷加
雷加（1915年2月—2009年3月10日），原名刘涤，曾用名刘天达，男，辽宁丹东人，中国现代作家，曾任丹东造纸厂厂长。

## 生平
1915年出生于辽宁安东（现在的丹东市）。1932年前往南京、上海。1935年赴日本留学，就读于东京政法大学，两年后回国。1938年，前往延安，后在延安《军政杂志》上发表了《国际友人白求恩》的报道，第一个报道了白求恩的事迹。同年雷加参加抗日军政大学第四期学习，后加入中国共产党。
1945年，雷加被派往东北接收丹东造纸厂，该厂恢复生产后，印制了许多卷烟纸、钞票纸。1947年9月，安东造纸厂与六合成纸厂、鸭绿江造纸厂、朝阳造纸厂合并，成为当时全国最大的造纸厂之一－－安东造纸总厂，雷加任总厂长。1950年，雷加离开东北，前往北京出任轻工业部造纸处处长。

## 作品
雷加的作品有长篇小说《潜流》三部曲：《春天来到鸭绿江》、《站在最前列》和《蓝色的青棡林》，以及短篇小说集《青春的召唤》、散文集《为新事物开辟道路》、《五月的鲜花》，报告文学集《这里没有夏天》、文论集《浅草集》等。